# Rich Jones
Richard Wesley "Rich" Jones (nacido el 27 de diciembre de 1946 en Memphis, Tennessee) es un exjugador de baloncesto estadounidense que disputó siete temporadas en la ABA y una más en la NBA. Con 1,98 metros de estatura, jugaba en la posición de ala-pívot.

## Trayectoria deportiva

### Universidad
Comenzó su carrera universitaria en los Fighting Illini de la Universidad de Illinois, hasta que la universidad fue suspendida por la NCAA por un escándalo de sobornos, siendo transferido a la Universidad de Memphis. En su última temporada en Illinois figuraba en quinta posición de los mejores anotadores a nivel nacional, con un promedio de 28 puntos por partido.

### Profesional
Fue elegido en la quincuagésimo octava posición del Draft de la NBA de 1969 por Phoenix Suns, y también por los Dallas Chaparrals en el Draft de la ABA del año anterior, con los que firmó una vez terminada su carrera universitaria. Allí, tras una primera temporada en la que sólo pudo jugar 2 partidos debido a las lesiones, jugó tres años más, los dos últimos como titular indiscutible. En la temporada 1972-73 fue el máximo anotador de su equipo, promediando 22,3 puntos por partido, a los que añadió 10,0 rebotes y 4,1 asistencias, lo que le valió para ser elegido para disputar el All-Star Game, en el que no anotó ningún punto, después de fallar sus ocho lanzamientos a canasta.
Antes del comienzo de la temporada 1973-74 el equipo se traslada de ciudad y se convierte en los San Antonio Spurs, donde a pesar de que en su primera temporada sus estadísticas bajaron hasta los 15,6 puntos y 7,4 rebotes por partido, fue nuevamente seleccionado para el All-Star Game, en el que consiguió 4 puntos y 8 rebotes.
En 1975 fue traspasado, junto con Chuck Terry, Bobby Warren y Kim Hughes a los New York Nets a cambio de Billy Paultz. En su primera temporada, jugando como titular, ayudó al equipo a proclamarse campeón de la ABA, derrotando a los Denver Nuggets en las Finales, con 13,2 puntos y 5,2 rebotes por partido. Al año siguiente la ABA se fusionó con la NBA, y allí jugaría su última temporada antes de retirarse definitivamente.

## Estadísticas de su carrera en la NBA y la ABA

### Temporada regular
| Temporada | Edad | Equipo            | Liga  | P   | TIT | MIN  | TC  | TCA  | %TC  | 3P  | 3PA | %3P  | TL  | TLA | %TL  | R.OF. | R.DEF. | REB  | ASIS | ROB | TAP | PER | FP  | PTS  |
| 1969-70   | 23   | Dallas Chaparrals | ABA   | 2   |     | 25.0 | 4.5 | 10.0 | .450 | 0.0 | 0.0 |      | 5.0 | 5.5 | .909 | 3.5   | 8.0    | 11.5 | 0.5  |     |     | 3.0 | 5.5 | 14.0 |
| 1970-71   | 24   | Texas Chaparrals  | ABA   | 79  |     | 26.3 | 4.7 | 11.5 | .408 | 0.4 | 1.2 | .347 | 2.2 | 2.9 | .761 | 2.2   | 4.5    | 6.6  | 2.3  |     |     | 2.2 | 3.1 | 12.0 |
| 1971-72   | 25   | Dallas Chaparrals | ABA   | 82  |     | 35.8 | 5.8 | 12.8 | .451 | 0.2 | 0.6 | .298 | 2.6 | 3.4 | .760 | 2.4   | 6.1    | 8.5  | 2.7  |     |     | 1.9 | 3.6 | 14.3 |
| 1972-73   | 26   | Dallas Chaparrals | ABA   | 67  |     | 40.2 | 8.4 | 20.4 | .413 | 0.6 | 1.9 | .339 | 4.8 | 6.2 | .783 | 2.6   | 7.4    | 10.0 | 4.1  |     |     | 3.4 | 3.6 | 22.3 |
| 1973-74   | 27   | San Antonio Spurs | ABA   | 78  |     | 36.4 | 6.5 | 15.1 | .434 | 0.2 | 0.6 | .283 | 2.4 | 3.1 | .772 | 2.2   | 5.3    | 7.4  | 3.4  | 0.9 | 0.2 | 1.9 | 3.5 | 15.6 |
| 1974-75   | 28   | San Antonio Spurs | ABA   | 83  |     | 37.3 | 7.8 | 17.8 | .439 | 0.2 | 0.6 | .260 | 3.5 | 4.5 | .767 | 3.0   | 4.8    | 7.8  | 3.3  | 1.1 | 0.4 | 2.5 | 3.6 | 19.3 |
| 1975-76   | 29   | New York Nets     | ABA   | 83  |     | 29.2 | 5.3 | 13.9 | .382 | 0.2 | 0.8 | .224 | 2.4 | 3.1 | .762 | 1.2   | 3.9    | 5.2  | 1.6  | 1.0 | 0.3 | 1.9 | 3.5 | 13.2 |
| 1976-77   | 30   | New York Nets     | NBA   | 34  |     | 25.8 | 3.9 | 10.2 | .385 |     |     |      | 2.7 | 3.6 | .760 | 1.4   | 4.3    | 5.7  | 1.4  | 1.1 | 0.3 |     | 3.2 | 10.6 |
| Total     |      |                   | TOTAL | 508 |     | 33.4 | 6.2 | 14.8 | .420 | 0.3 | 0.9 | .303 | 2.9 | 3.8 | .769 | 2.2   | 5.2    | 7.4  | 2.7  | 1.0 | 0.3 | 2.3 | 3.5 | 15.6 |
|           |      |                   | ABA   | 474 |     | 34.0 | 6.4 | 15.1 | .422 | 0.3 | 0.9 | .303 | 2.9 | 3.8 | .770 | 2.3   | 5.3    | 7.5  | 2.8  | 1.0 | 0.3 | 2.3 | 3.5 | 16.0 |
|           |      |                   | NBA   | 34  |     | 25.8 | 3.9 | 10.2 | .385 |     |     |      | 2.7 | 3.6 | .760 | 1.4   | 4.3    | 5.7  | 1.4  | 1.1 | 0.3 |     | 3.2 | 10.6 |

### Playoffs
| Temporada | Edad | Equipo            | Liga | P  | MIN  | TCA | TC  | 3PA | 3P | TLA | TL | R.OF. | REB | ASIS | ROB | TAP | PER | FP  | PTS | %TC  | %3P  | %FT  | MIN  | PTS  | REB | AST |
| 1969-70   | 23   | Dallas Chaparrals | ABA  | 6  | 91   | 16  | 40  | 0   | 1  | 4   | 8  |       | 23  | 5    |     |     | 9   | 19  | 36  | .400 | .000 | .500 | 15.2 | 6.0  | 3.8 | 0.8 |
| 1970-71   | 24   | Texas Chaparrals  | ABA  | 4  | 103  | 12  | 40  | 2   | 8  | 11  | 15 | 11    | 22  | 10   |     |     | 6   | 10  | 37  | .300 | .250 | .733 | 25.8 | 9.3  | 5.5 | 2.5 |
| 1971-72   | 25   | Dallas Chaparrals | ABA  | 4  | 145  | 17  | 43  | 1   | 4  | 3   | 6  |       | 32  | 14   |     |     | 7   | 20  | 38  | .395 | .250 | .500 | 36.3 | 9.5  | 8.0 | 3.5 |
| 1973-74   | 27   | San Antonio Spurs | ABA  | 7  | 239  | 48  | 93  | 1   | 3  | 24  | 29 | 12    | 46  | 18   | 5   | 2   | 15  | 28  | 121 | .516 | .333 | .828 | 34.1 | 17.3 | 6.6 | 2.6 |
| 1974-75   | 28   | San Antonio Spurs | ABA  | 6  | 178  | 30  | 87  | 1   | 7  | 2   | 7  | 21    | 45  | 15   | 7   | 4   | 11  | 25  | 63  | .345 | .143 | .286 | 29.7 | 10.5 | 7.5 | 2.5 |
| 1975-76   | 29   | New York Nets     | ABA  | 12 | 421  | 72  | 193 | 2   | 15 | 18  | 27 | 15    | 87  | 27   | 21  | 8   | 29  | 43  | 164 | .373 | .133 | .667 | 35.1 | 13.7 | 7.3 | 2.3 |
| Total     |      |                   | ABA  | 39 | 1177 | 195 | 496 | 7   | 38 | 62  | 92 | 59    | 255 | 89   | 33  | 14  | 77  | 145 | 459 | .393 | .184 | .674 | 30.2 | 11.8 | 6.5 | 2.3 |